# C-41現像
C-41現像（シーよんじゅういちげんぞう）は、カラー写真 (Color photography) におけるネガフィルムを現像する方法である。コダックが採用した方法で、その後、現像における世界標準となった。C-41プロセス（英語: C-41 process）、C-41処方（シーよんじゅういちしょほう）とも呼ぶ。C-41現像は、富士フイルムの「CN-16現像」、小西六写真工業（現在のコニカミノルタ）の「CNK-4現像」、アグファ（現在のアグフア・ゲバルト）の「AP-70現像」同様に知られており、たいていの写真仕上げ業務を行う店（日本でいうDPE店等）では、この現像を扱っている。
C-41現像処理済のネガフィルムは、染料でつくられた画像からなる。長期間でみると、染料の不安定な性質から、経年による退色や色移りが起きる。

## フィルム階層
C-41フィルムは、アセテートあるいはポリエステルをベースにできており、その上には感光乳剤がコーティングされている。それぞれの階層は、可視光線の一定の色彩に対してのみ、感度があるものである。古典的な説明で言えば、3種類の感光乳剤がある、1つは赤色感度のもの、もう1つは、緑色感度のもの、そして最後に青色感度のものである。もっとも上部の階層は青色感度である。青色層の下には黄色いフィルターがかかっており、染料あるいはコロイド状の銀が構成している。銀ベースの写真乳剤は、すべて、それがどの色に感度があるものであろうと、青色の光に対するなんらかの感度をもっている。このフィルターは、青色の光を取り除く働きをもっており、その下にある階層の感光を防いでいる。青色感度の階層と黄色いフィルターの下には、緑色と赤色の階層がある。
この説明例は、だいたいのアウトラインは示すものの、実際のフィルムの設計とは、階層の数の点が違っている。ほとんどすべてのC-41フィルムは、それぞれの色彩に対して感度をもつ、多数の階層からできている。これらの階層のひとつひとつが、異なる速度とコントラストの性質をもっており、もっと広いレンジでのさまざまな光線の状態をカヴァーして正しく感光することを可能にしている。
多数の感光乳剤の階層に加えて、実際のリアルなフィルムには、光を感じないほかの階層もある。なかには、紫外線をカットする階層や傷から守る保護膜を最上層にコーティングしているものもある。異なる乳剤、あるいは付加的なフィルターの階層にも余地を残しているようだ。
C-41は、通常の黒白フィルムに対しては、行なうことはできない。
それぞれの乳剤階層は、感光成分に加えて、染料結合という薬品が含まれている。青色・緑色・赤色の階層にあるこの結合剤は、それぞれ、イエロー・マゼンタ・シアンの染料を生み出し、そのときに、現像が成立し、色彩の像が結ばれる。

## 現像
C-41現像は、製造会社の異なる現像薬剤が微妙に異なるとはいえ、すべてのC-41フィルムに共通なものである。
露光後、フィルムはカラー現像液のなかで現像される。現像液の重要な成分は、CD-4として知られるパラフェニレンジアミンベースの薬品である。現像液は、感光乳剤層に銀を発現させる。銀が発現していくにつれ、酸化した現像液は染料結合に反応して、結果として染料による色彩をもたらす。
温度の調節を行い、現像液のなかでフィルムを撹拌することが重要で、これがどのように行われたかが決め手になって、正確に結果として出てくるものである。温度を間違うと、深刻な色移りを起こしたり、現像が足りなかったり過剰だったりといった結果となる。
次に、現像液が生成した銀を、漂白剤が剥がす。その次には、定着剤が、露光せず現像されなかったハロゲン化銀を剥がす。洗浄し、最後に安定剤とすすぎで、現像処理の過程は完結する。
現像処理の過程を単純化することもできる。結合エチレンジアミン四酢酸を使用して、現像液が生成した銀を溶解し、現像されなかったハロゲン化銀を剥がす方法である。この方法は、商業的なC-41現像の業者は行っておらず、家庭あるいは野外で行われている。

## 増感現像
黒白フィルムの現像と同様に、C-41現像は、増感現像に使用できる。フィルムの複雑さと現像の厳格な性質から、さまざまな現像結果がもたらされる。黒白フィルムのネガと同様に、現像は一般に、コントラストがハイぎみになったり、ときに粒子がハイぎみになったネガをもたらす。

## ネガ
現像済みのネガフィルムは、 陰画、つまり、フィルム上のもっとも暗い箇所は、もともとはもっとも明るい箇所だということなのである。ほとんどすべてのC-41フィルムは、付加的なオレンジ色のマスクを含有しており、フィルムのもつ染料の光学的な弱点を相殺する働きをもっている。このようなC-41フィルムは、直接に観るとオレンジ色に見える。カラーの印刷物の構成において、オレンジ色の基層が相殺する。C-41フィルムのなかには、スキャニングを意図して、このオレンジ色の基層をもたないものもある。仕上げ済みのネガフィルムは、カラー印画紙を使用して、ポジ画像を生じるようにプリントされる。

## C-41現像用黒白フィルム

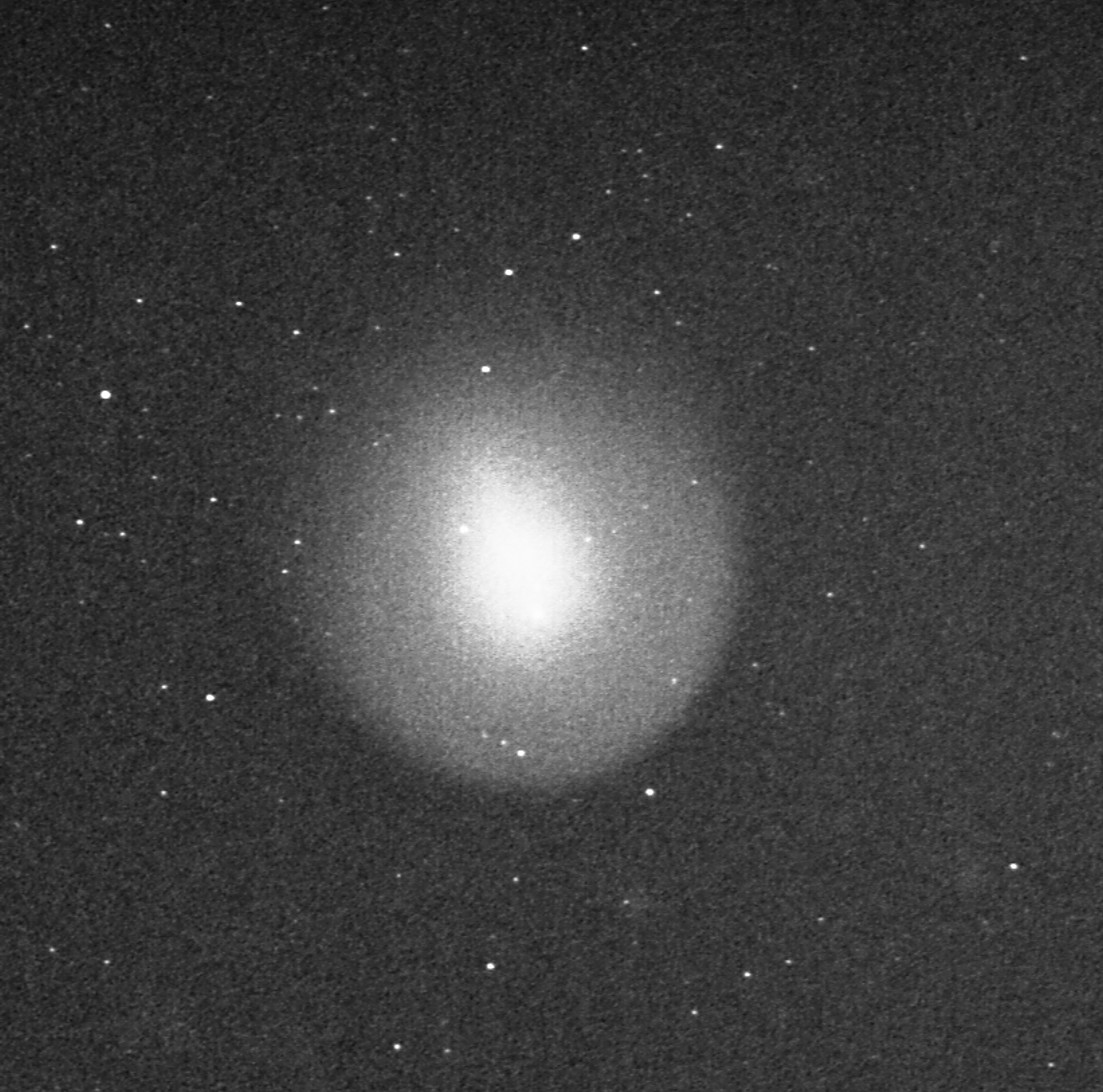
コダックBW400-2フィルムをC-41現像した例。

C-41現像は通常、カラー現像であるとみなされているが、英国のイルフォードはXP2スーパーというC-41プロセスで現像を行う黒白フィルムを製造している。過去には他社にも同様のフィルムがあり、コダックはBW400CN、富士フイルムはネオパン400CNを製造・販売していた。
これらの黒白フィルムはC-41カラーフィルムと同じように現像することで乳剤の中で染料が形成される。しかしこれらの黒白フィルムは、多数の階層をもっているものの、すべての階層がすべての色彩の光に感光し、黒い染料を生み出すように設計されている。結果として、黒白の画像が生じる。
コダックBW400CNは、C-41ネガカラーフィルムと同じオレンジ基層をもっているが、イルフォードXP2スーパーと富士フイルムネオパン400CNの基層は透明である。コダックの製品はこのオレンジ基層があるおかげでDPE店などの標準的なカラープリント機でも正しい黒色が得られるわけだが、多品種の黒白用紙にプリントするのは難しく、焼き付けにおいてコントラストに制限が生じる。反対に透明基層のイルフォードおよび富士フイルムの製品では、カラー用印画紙にオフカラー焼付けができることがあるが、ほかの黒白フィルムのように黒白写真用印画紙に光学的に焼き付けができる。
現像の原理が通常の黒白フィルムとは全く異なるため、これらのフィルムから得られるプリントはそれとは異なったものとなる。
通常の黒白フィルムから得られる画像には、画像を形づくる個別の銀のかけらが粒子に見えるために特有の粒状感がある。
しかしながら、C-41フィルムの画像には銀は含まれておらず染料で画像を生成している。そのため黒白フィルム特有の粒状感をもたないプリントとなる。

## C-41現像用ではない黒白フィルムのC-41現像
写真家のなかには、交通監視用のフィルムやコダックのテクニカルパンといった、ハイコントラストの黒白フィルムを現像するのに、C-41の現像液を使用していたものもいた。これはコントラストを低くする方法である。この応用では、銀色の画像だけが形成される。画像が破壊されるためC-41現像の漂白の工程は使用しない。

## クロス現像

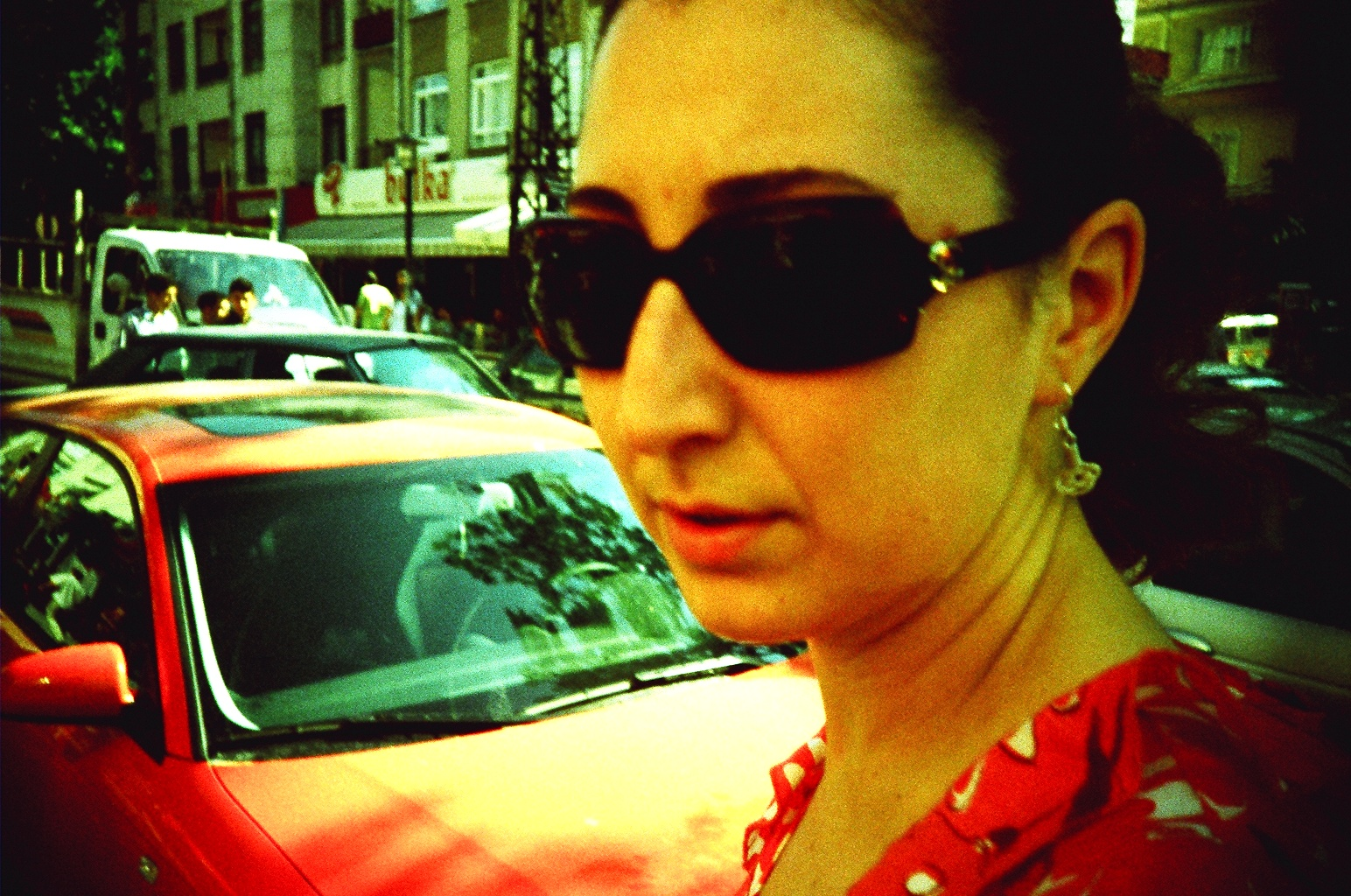
リバーサルフィルムをC-41現像した例。クロス現像。

E-6現像用のリバーサルフィルムに対して、ネガフィルムに色彩のシフトとより強度な彩度をもたらすC-41現像を行なうクロス現像も原理的には可能である。その反対に、C-41フィルムも、ポジ画像に対して、オレンジマスクによって強い緑色の色調を生み出すE-6現像を行なうことが出来る。ブランドとフィルム感度に変化をつけることは、明るさ、飽和した色彩、ハイコントラストを生み出す違った独特の色彩のシフトを生み出す。
C-41用のフィルムは、標準的な黒白現像用の薬品で現像することができ、黒白のネガ画像を得られる。ネガフィルムはオレンジマスクの一部により、コントラストが低くなったり、曇りを生じる。

## 基本工程

### 4浴式現像
C-41現像における4浴処理は下記の工程をもつ。以下はシンクライン現像機、あるいは現像タンクによる手現像におけるコダックが指定する処方である。それぞれの所要時間は液体排出の10秒を含む。現像は全暗室で、漂白以降は灯下で作業可能である。
1. 現像 - 現像液、3分15秒、38°C前後、攪拌する
2. 漂白 - 漂白液、6分30秒、24-41°C、攪拌・通気する
3. 水洗 - 水、3分15秒、24-41°C、攪拌し水で洗い流す
4. 定着 - 定着液・補充液、6分30秒、24-41°C、攪拌する
5. 水洗 - 水、3分15秒、24-41°C、攪拌し水で洗い流す
6. 安定 - 安定液、1分30秒、24-41°C、攪拌する
7. 乾燥 - 時間は必要なだけ、24-43°C

### 2浴式現像
C-41現像における2浴処理は下記の工程をもつ。ナニワカラーキット1リットルを使用した手現像の場合。それぞれの所要時間は液体排出の15秒を含む。発色現像・漂白定着は全暗室で、水洗・乾燥は灯下で作業可能である。
1. 発色現像 - 発色現像液、5分30秒、30°C前後、攪拌する
2. 漂白定着 - 漂白定着液、6分45秒、30°C前後、攪拌する
3. 水洗 - 流水、3分15秒、25-40°C
4. 乾燥 - 時間は必要なだけ、40°C以下

- 攪拌は当初30秒攪拌、次に25秒恒温水中にタンクを沈める。その後は5秒攪拌、恒温水に沈めるを所定時間内繰り返す[4]。